# Pinhão (Paraná)
Pinhão est une municipalité brésilienne située dans l'État du Paraná.